# Jacques Brel
Jacques Romain Georges Brel (ur. 8 kwietnia 1929 w Schaerbeek, zm. 9 października 1978 w Bobigny) – belgijski bard, kompozytor, piosenkarz i aktor.

## Życiorys
Urodził się i wychowywał się w Schaerbeek, na północnych przedmieściach stolicy Belgii – Brukseli, w rodzinie zamożnych belgijskich fabrykantów. Ożenił się z Miche, z którą miał trzy córki.  Zatrudnił się w fabryce ojca. W jego rodzinie panował dostatek i spokój. Żona była wyrozumiała dla jego pasji pisania i śpiewania. Występował w brukselskich kabaretach (np. La Rose Noire). 
Po ukończeniu 23 lat, zostawił żonę i rodzinę i wyjechał do Francji do Paryża. Występował w kabaretach i komponował. W 1956 r. nagrał piosenkę Quand on n'a que l'amour (Kiedy ma się tylko miłość), która przyniosła mu popularność. Występował wspólnie z Maurice’em Chevalierem i Michelem Legrandem. Stał się szeroko znany wśród francuskiej publiczności. Odbył tournée po Europie. Szczyt kariery międzynarodowej osiągnął w latach 60., odwiedzając m.in. kraje za żelazną kurtyną – Związek Radziecki, Polskę.
Śpiewał głównie po francusku i flamandzku. Uznawany jest za jednego z najlepszych piosenkarzy francuskojęzycznych. Znany był ze swych tekstów, pełnych pasji, a nawet furii, czasem humorystycznych (Les bonbons, Le lion, Comment tuer l'amant de sa femme...). Nacjonaliści, urażeni stosunkiem Brela do narodowych przywar Flamandów, zabronili mu występów w wielu miastach rodzinnego kraju.
W 1969 r., będąc u szczytu powodzenia, ogłosił zakończenie kariery muzycznej, poświęcając się jedynie aktorstwu. Ostatnie lata życia chory na raka płuc spędził we francuskiej Polinezji na Markizach, mieszkając na wyspie Hiva Oa.
Tuż przed śmiercią wrócił do Francji i nagrał ostatni pożegnalny album. Został pochowany w Atuona, na tym samym cmentarzu co Paul Gauguin.

## Polskie tłumaczenia i wykonania
W 1974 Jacek Kaczmarski napisał piosenkę Pijak, która jest swobodnym tłumaczeniem jednego z utworów poety. Autorem najbardziej znanych polskich tłumaczeń piosenek Brela jest Wojciech Młynarski, który przełożył m.in. Nie opuszczaj mnie, Burżuje, Piosenka starych kochanków i Amsterdam. Wiele utworów Brela wykonuje również Michał Bajor (m.in. Flamandowie).
Do piosenki Amsterdam nawiązuje piosenka Andrzeja Kołakowskiego Port Magadan. Piosenki Brela tłumaczyli także Jerzy Menel (1952-2006) z Dariuszem Wasilewskim (przetłumaczyli razem koncert-spektakl autorstwa Jacques'a Brela pt. „Jacques'a Brela miłość i śmierć”, który został wystawiony 1 lutego 2008 w Teatrze Polonia w Warszawie, chociaż jego premiera odbyła się w czerwcu 2007 w Muzycznym Studiu im. Agnieszki Osieckiej) i Ryszard Mierzejewski, a śpiewali je także np. Jan Jakub Należyty i inni artyści.

## Dyskografia
- Grand Jacques (1954)
- Quand on n'a que l'amour (1957)
- Au printemps (1958)
- La valse à mille temps (1959)
- Marieke (1961)
- Les bourgeois (1962)
- Les bonbons (1966)
- Ces gens-là (1966)
- Jacques Brel 67 (1967)
- J'arrive (1968)
- L’homme de la Mancha (1968)
- Ne me quitte pas (1972)
- Les marquises (1977)

### Albumy nagrane na żywo
- Enregistrement Public à l'Olympia 1961 (1962)
- Enregistrement Public à l'Olympia 1964 (1964)

## Filmografia

### Scenarzysta
- Franz (1971)
- Le Far West (1973)

### Reżyser
- Franz (1971)
- Le Far West (1973)

### Kompozytor
- Un roi sans divertissement (1963)
- Les Risques du métier (pol. Dlaczego kłamały?, 1967)
- Mon oncle Benjamin (pol. Mój wujaszek Benjamin, 1969)
- La Bande à Bonnot (1969)
- Franz (1971)
- Le Bar de la fourche (pol. Bar na skrzyżowaniu, 1972)
- Le Far West (1973)
- L'Emmerdeur (1973)

### Aktor
- La Grande Peur de Monsieur Clément (reż. Paul Diebens, 1956)
- Les Risques du Métier (pol. Dlaczego kłamały?, reż. André Cayatte, 1967)
- Mon Oncle Benjamin (pol. Mój wujaszek Benjamin, reż. Edouard Molinaro, 1969)
- La Bande à Bonnot (reż. Philippe Fourastié, 1969)
- Les Assassins de l'Ordre (pol. Mordercy w imieniu prawa, reż. Marcel Carné, 1971)
- Mont-Dragon (reż. Jean Valère, 1971)
- Franz (1971)
- L'Aventure, c'est l'Aventure (pol. Przygoda jest przygodą, reż. Claude Lelouch, 1972)
- Le Bar de la Fourche (pol. Bar na skrzyżowaniu, reż. Alain Levent, 1972)
- Le Far West (1973)
- L'Emmerdeur (reż. Edouard Molinaro, 1973)